# Paraná Pesquisas
Paraná Pesquisas é um instituto de pequisas de Curitiba (PR), com 25 anos de atuação nas áreas de pesquisa política, pesquisa de opinião e pesquisa de mercado, com mais de mil pesquisas realizadas.

## Eleições de segundo turno
Em uma pesquisa feita em janeiro de 2015 em meio a graves denúncias sobre corrupção na Petrobras, uma pesquisa realizada pelo Instituto Paraná Pesquisa diz que se as eleições de segundo turno fossem realizadas na data da pesquisa, a presidente Dilma Rousseff (PT) perderia o cargo para o ex-adversário no pleito de 2014, o senador Aécio Neves (PSDB).

## Pesquisa sobre a confiança da presidente
Uma pesquisa realizada pelo Instituto Paraná sobre a confiança da presidente, nos dias 22 a 26 de janeiro em 160 municípios, mostra que 82% dos entrevistados não confiam na Dilma para conduzir o país rumo à estabilidade econômica. Segundo o levantamento, 15,5% confiam e 2,5% não responderam. A pesquisa questionou os entrevistados sobre “a sua situação econômica e a de sua família”, nos últimos seis meses. Para 42,8, a situação piorou. Outros 16% disseram que piorou muito. A situação melhorou para 6,4% e melhorou muito para 0,4%. Não respondeu 1,5%.